# Rue des Tiercelins
La rue des Tiercelins est une voie de la commune de Nancy, au sein du département de Meurthe-et-Moselle, en région Grand Est.

## Situation et accès
La voie relie la rue Saint-Nicolas au carrefour en forme de rond-point partagé avec la rue Victor et la promenade des Canaux, en direction du boulevard de la Mothe.
La partie occidentale de la rue des Tiercelins est comprise dans le périmètre de la Ville-neuve, et appartient administrativement au quartier Charles III - Centre Ville. L'est de la voie, près du canal de la Marne au Rhin, est située dans le quartier Stanislas - Meurthe.

## Origine du nom
Le nom provient des Tiercelins, religieux du Tiers Ordre de Saint-François d'Assise, qui s'y installèrent en 1643.

## Historique
La voie se nomma primitivement « ruelle du Pendu », d'après un ouvrier qui travaillait aux remparts et qui s'y serait pendu vers 1598. Le terme « rue de l'Arche » est ensuite attesté, provenant d'une poterne qui disparut au XVIIe siècle et qui permettait d'accéder à la rue. La voie se nomma après « rue Saint-Sébastien », en conséquence de la présence d'une statue du saint se trouvant devant la maison où les Tiercelins s'installeront par la suite. Les vocables « rue des Orphelines », puis « rue des Tiercelins » en 1760, « rue Mirabeau » en 1791, « rue Lazowski » (nom d'un officier) en 1793 apparaissent successivement, avant celui de « rue de l'Évêché » sous le Consulat en 1801, « rue de l'Évêché », « rue de M. l'Évêque » avant de prendre le nom de « rue des Tiercelins » en 1805.

## Bâtiments remarquables et lieux de mémoire
- no 5 : immeuble avec ses façades et toitures sur rue et sur cour inscrites par arrêté du 20 septembre 1946[2].
- no 10 : immeuble avec sa façade et sa toiture sur rue inscrites par arrêté du 20 septembre 1946[3].
- no 30 : immeuble avec façade et toiture sur rue et escalier sur cour inscrits par arrêté du 20 septembre 1946[4].

C'est dans cette rue que se trouvait l'ancienne gare aux marchandises de Nancy-Saint-Georges.

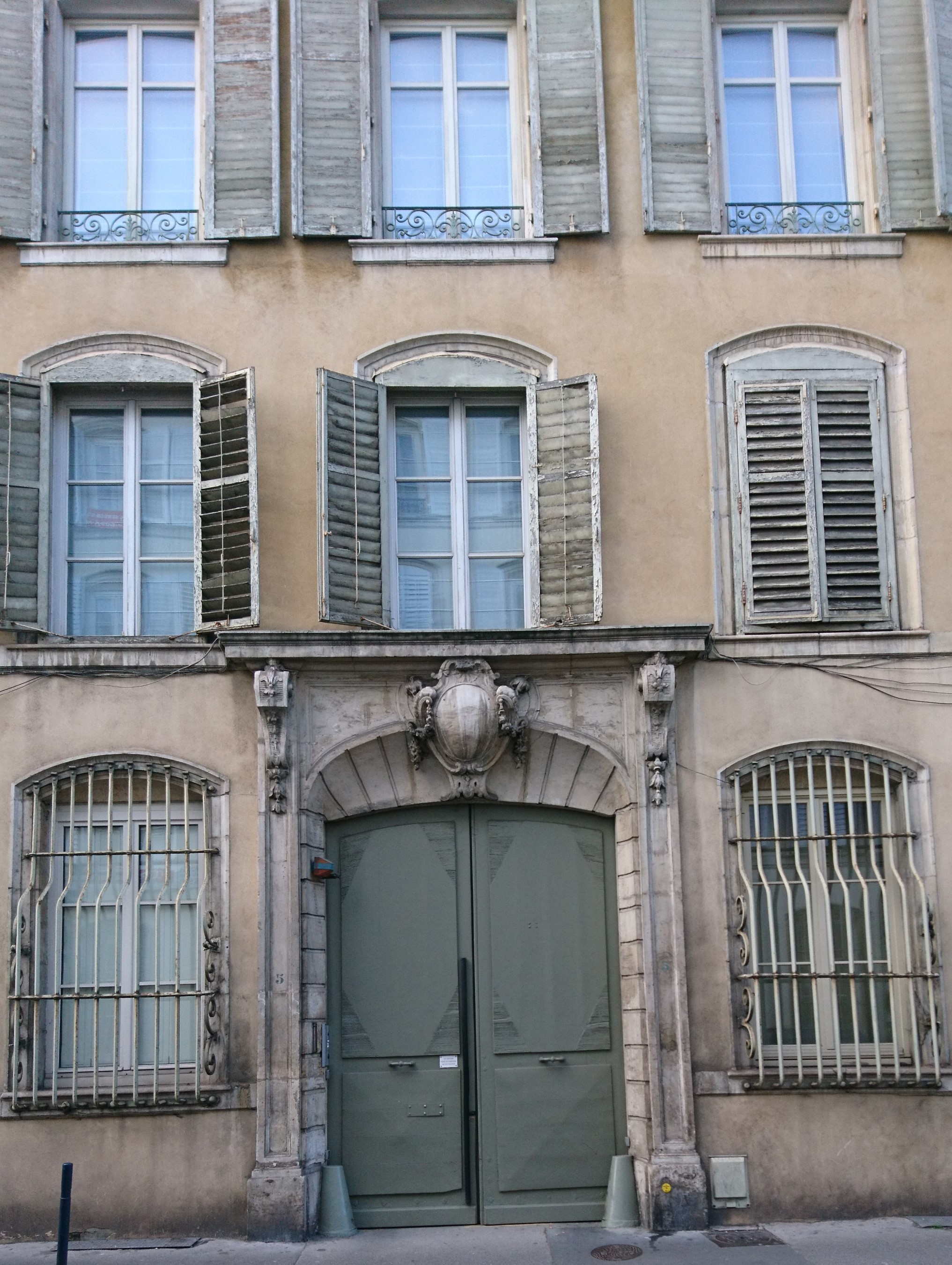
Immeuble au no 5 monument historique.
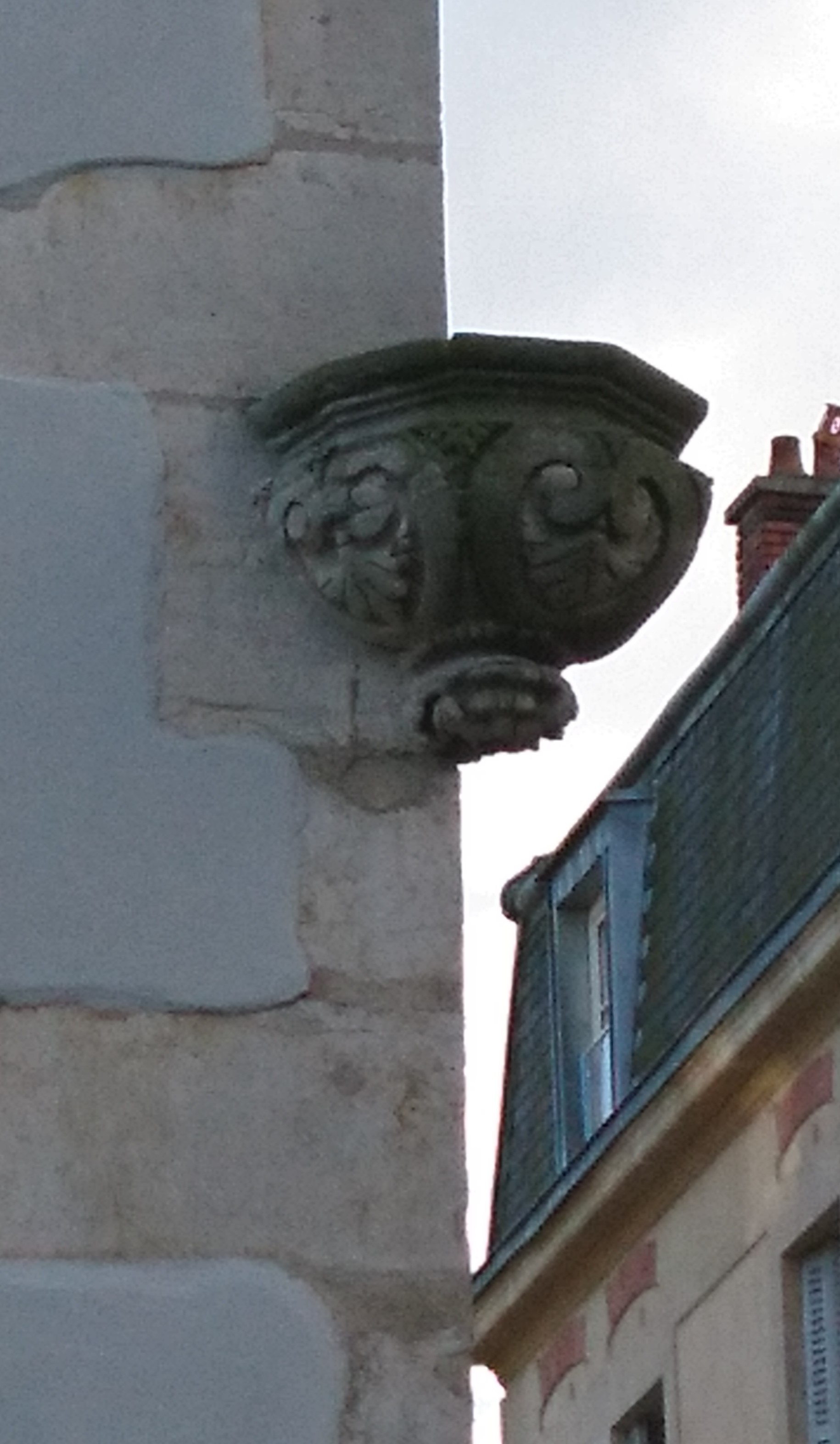
Saillie décorative à l'angle de la rue Sainte-Anne.
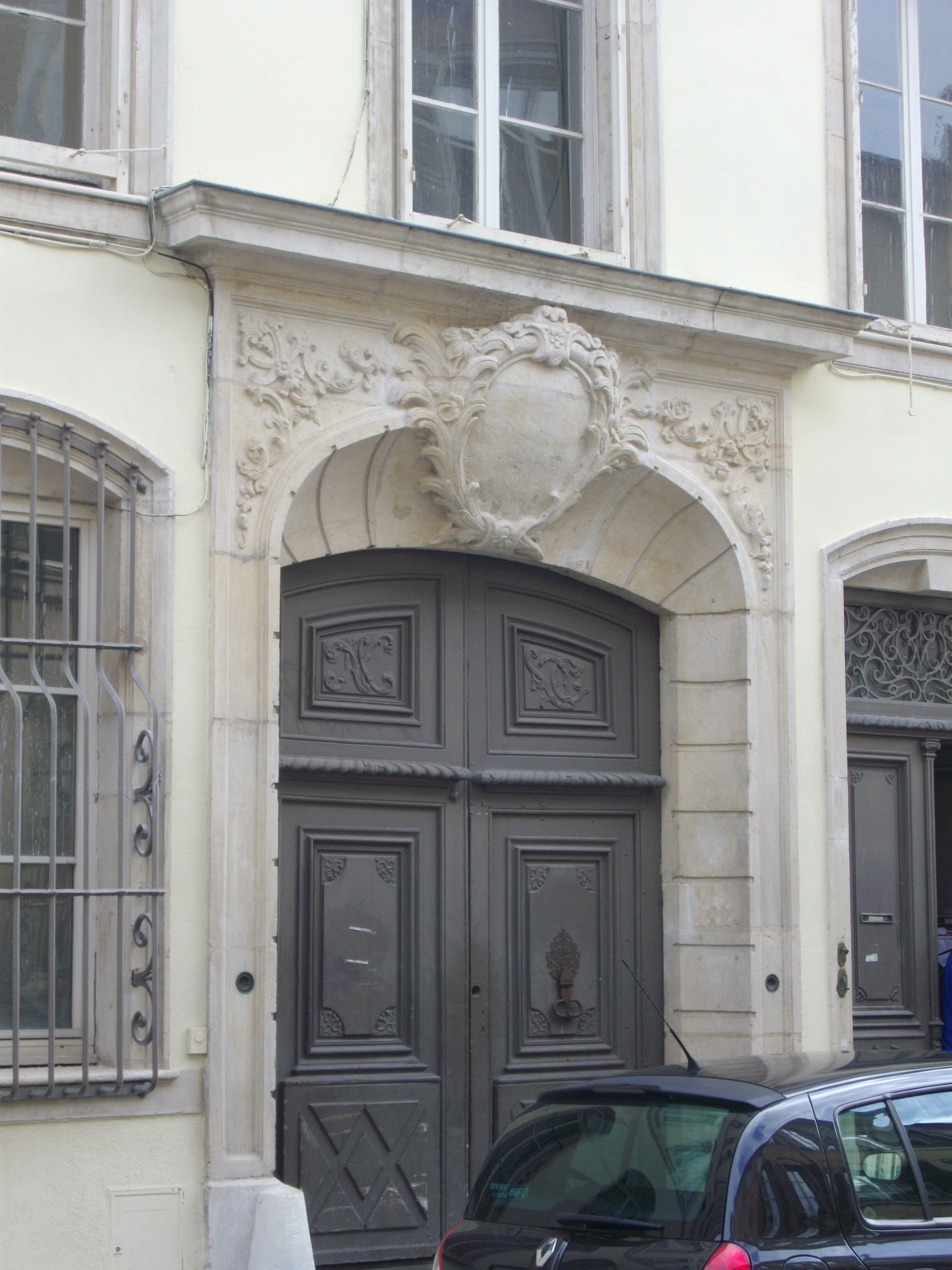
Immeuble au no 10 monument historique.
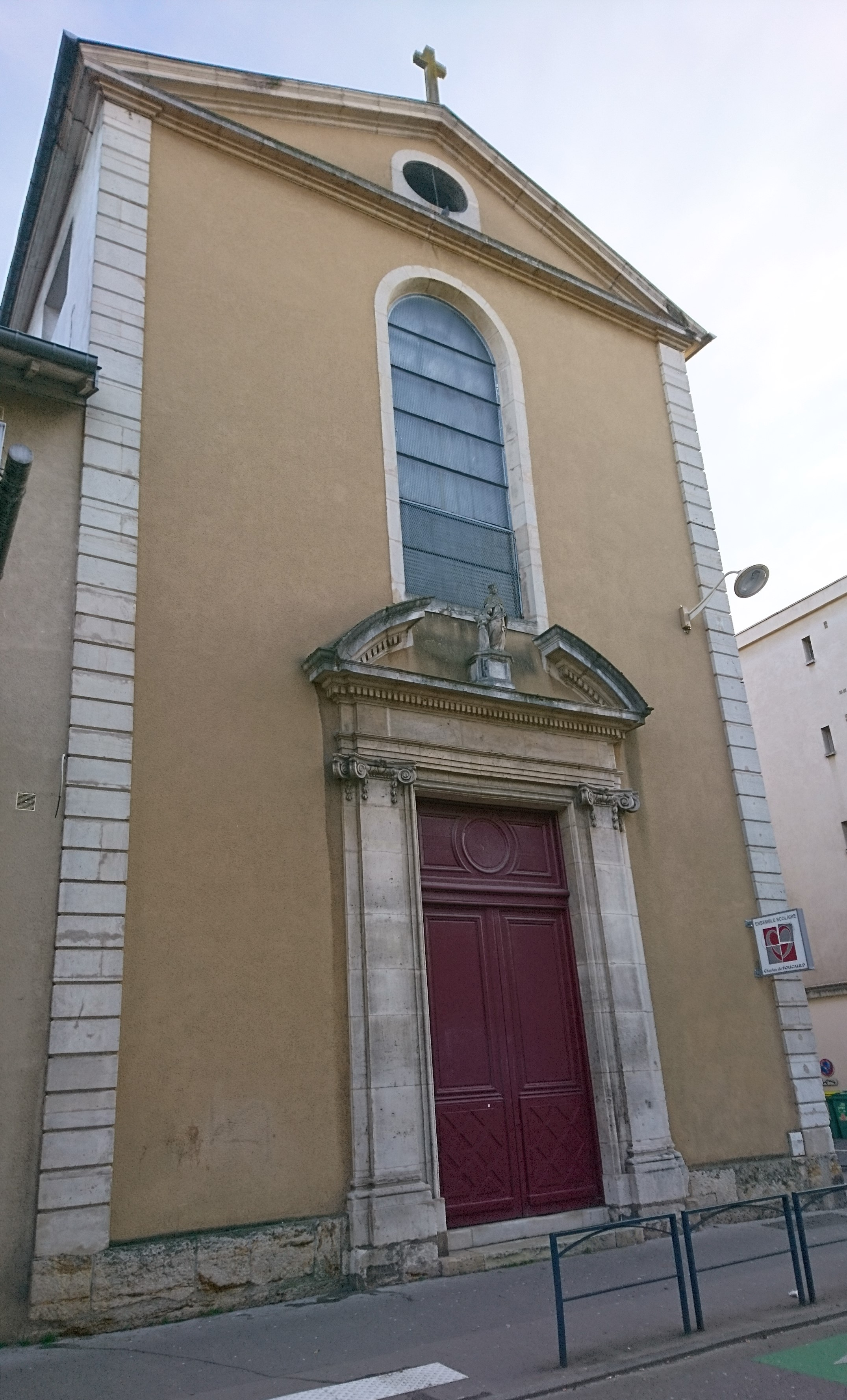
Maison des orphelines au no 38 Ancienne chapelle.
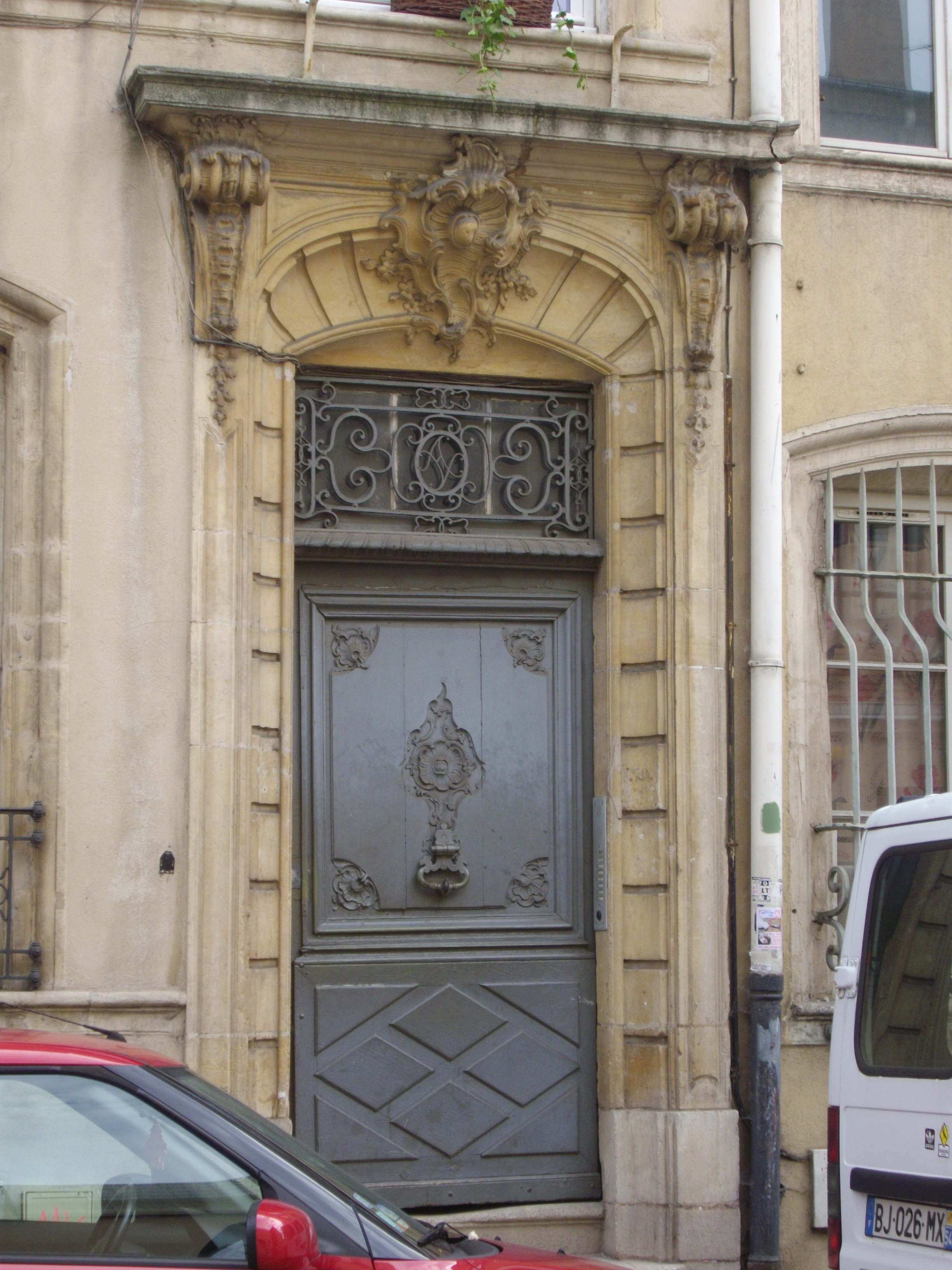
Immeuble au no 10 monument historique.